# I racconti romani di una ex novizia
I racconti romani di una ex novizia è un film italiano del 1972 diretto da Pino Tosini.
Conosciuto anche col titolo I racconti romani di Pietro l'Aretino, è l'ultima apparizione cinematografica di Gino Cervi.

## Trama
Nella Roma papalina un cantastorie viene malmenato e imprigionato con la catena: per passare il tempo racconta a sette carcerati suoi compagni di cella una storia che si presume abbia raccontato Pietro Aretino a Papa Leone X. È quella di Nanna, figlia di messer Barbieraccio – uomo anziano ma ancora voglioso – e donna Marietta, che assecondando il desiderio dei genitori si fa monaca col nome di suor Agapita e viene accolta in un convento.
Più che alle pratiche spirituali, le suore si dedicano a lauti banchetti con alcuni frati e un baccelliere; mentre si ritira da sola a pregare nella sua camera si accorge che in altre stanze si dedicano alle orge. Lei, molto turbata da quanto accade, riceve la visita dello stesso baccelliere che la costringe controvoglia a fare l'amore per la prima volta. Contrariata, scrive ai suoi genitori chiedendo di andarsene via; abbandonato il velo, viene fatta sposare dalla madre ambiziosa a Giocondo, un uomo perennemente ubriaco, il quale alla prima notte di nozze si comporta rozzamente prima di addormentarsi. Nanna, piuttosto delusa, incontra la sua amica Aspasia, anch'essa insoddisfatta di Cencio, un marito poco sveglio; decisa a trovarsi un amante, lo trova in don Gorgonio, il nuovo pievano. Con la complicità della stessa Nanna e di mastro Zenobio, un medico compiacente, escogita uno stratagemma: si finge in punto di morte per riceverlo in casa. Nanna, incoraggiata da lei, decide di sostituirsi a una meretrice e incontra quattro amici del marito, ignaro di tutto, che alla fine scopre la sua macchinazione e si dispera.
Abbandonato anche il consorte, Nanna in breve tempo diventa dapprima prostituta di alto bordo e quindi cortigiana rispettata con la madre a riscuotere i proventi. Da una sua relazione con un Anguillara nasce Filippa, detta Pippa, la quale al compimento dei diciotto anni viene anch'essa fatta diventare cortigiana di lusso, e quindi ricoperta di monete d'oro e gioielli dal suo primo amante, e stavolta è la stessa Nanna che provvede ad incassare. Mentre il cantastorie termina di raccontare la novella ai suoi compagni di prigione ormai addormentati, Papa Leone X, ascoltata anch'essa quella storia dallo stesso Pietro Aretino e confortato dalle facezie di fra' Martino, il suo giullare, acconsente alla sua divulgazione.

## Censura
Il film ebbe enormi problemi in sede censoria: presentato il 9 settembre 1972 con il titolo I racconti romani di Pietro l'Aretino, con la lunghezza di 2.543 metri, venne respinto per ben due volte, il 25 settembre e il 25 novembre 1972. Ripresentato il 1º gennaio 1973, dapprima con il titolo La nonna e poi con quello definitivo, con lunghezza ridotta a 2.351 metri, venne respinto per la terza volta il 29 gennaio 1973. Ridotta ancora la lunghezza della pellicola a quella definitiva di 2.332 metri, il film venne approvato con il visto n. 61742 del 15 marzo 1973, con divieto ai minori di 18 anni.
Non è noto in cosa consistono i 211 metri di pellicola mancanti, in quanto la documentazione è al momento irreperibile.

## Distribuzione
Il film ebbe la prima proiezione pubblica il 21 settembre 1973, ben sei mesi dopo la concessione del visto; in seguito venne rieditato nel 1975 con il titolo I racconti romani di Pietro Aretino su monache, cortigiane e maritate. 
Il 26 febbraio 2019 la revisione ministeriale eliminò il divieto di visione ai minori di 18 anni, riducendolo a 14, e il film fu proiettato in televisione il 14 marzo 2020 sul canale Cine34.